# Генріх Вільгельм Шотт
Ге́нріх Вільге́льм Шотт (нім. Heinrich Wilhelm Schott; 7 січня 1794, Брно, Австро-угорська імперія — 5 березня 1865, Відень) — австрійський ботанік, добре відомий своїми роботами з вивчення рослин родини кліщинцевих.

## Життєпис
Успішно закінчивши гімназію в місті Відні і прослухавши курси природної історії, сільського господарства і хімії, прийшов в 1809 році простим садівником в університетський сад і пропрацював там до 1813 року.
З 1813 року Шотт був на посаді асистента при ботанічному саду, а 1815 року отримав місце садівника імператорського саду австрійської флори в палацовому комплексі австрійської столиці — Бельведері.
З 1817 по 1821 рік Шотт, як садівник і збирач живих рослин та насіння, був у складі експедиції, спорядженої імператором Францем II у Бразилію.
На початку XIX століття очолював імператорські ботанічні сади Шенбруннського палацу Габсбургів у Відні.